# Pterolophia baudoni
Pterolophia baudoni är en skalbaggsart som beskrevs av Stefan von Breuning 1962. Pterolophia baudoni ingår i släktet Pterolophia och familjen långhorningar.
Artens utbredningsområde är Laos. Inga underarter finns listade i Catalogue of Life.